# ソイ

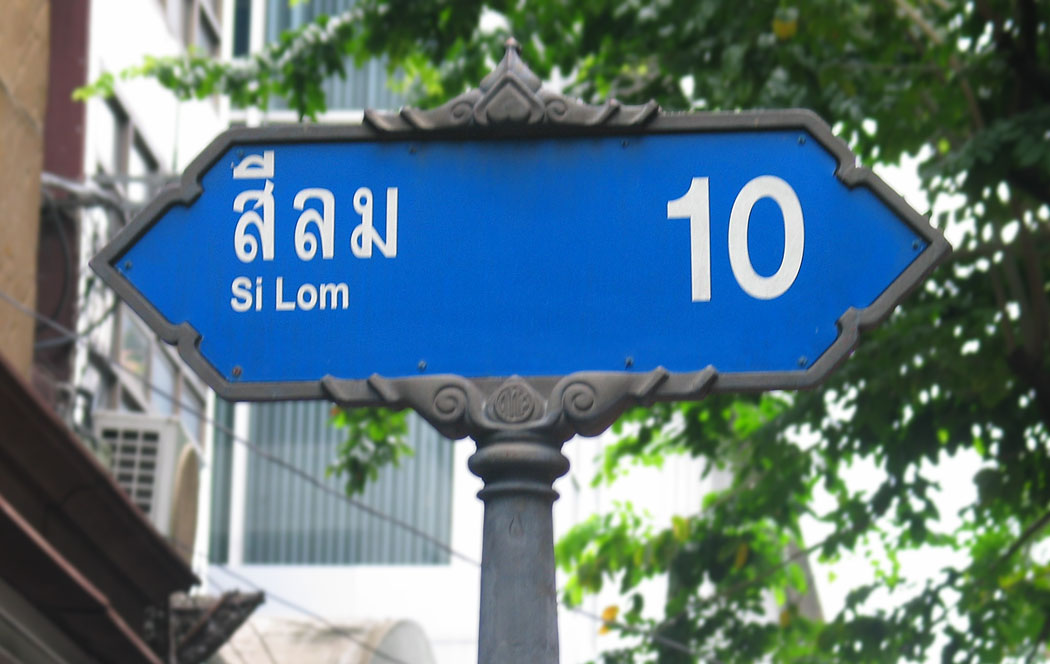
シーロム通りにあるソイ10の標識

ソイ（Soi）は、タイで用いられている通りの名称。主要道路をタノン（thanon）と言うのに対して、その脇道（Side-street）をソイという。タノン（主要道路）のソイの数字が増える方向に向かって、左側が奇数、右側が偶数となっている。左右それぞれで、数字が増えていく仕組みとなっており、左右のソイの番号は、順番どおりとはならないことが多い。例えばソイ10の次にソイ11が来るとは限らない。

## スクムウィット通り
主要なソイには、特別の名前がつけられていることがある。バンコクのスクムウィット通りはその典型であり、次のような別名を持つソイがある。
- ソイ3（ソイ・ナナヌア）
- ソイ21（ソイ・アソーク）
- ソイ55（ソイ・トーンロー）
- ソイ63（ソイ・エカマイ）
- ソイ71（ソイ・プリディパノムヨン）
- ソイ77（ソイ・オンヌット）